# Terrestrial Energy
Terrestrial Energy ist ein kanadisches Unternehmen auf dem Gebiet der Nukleartechnologie der vierten Reaktorgeneration mit Sitz in Oakville, Ontario.
Derzeit entwickelt die Firma einen Flüssigsalzreaktor mit 190 MW, dessen Design zur Zeit von der Canadian Nuclear Safety Commission überprüft wird. Dieser Reaktor soll in der Nähe des Kernkraftwerkes Darlington am Ontariosee in Ontario, Kanada entstehen.
Bei dem Reaktor handelt es sich um einen Integral Molten Salt Reactor (IMSR), der nach Aussage von Terrestrial Energy zwei Vorteile gegenüber herkömmlichen Reaktorbauarten haben soll: Zum einen rechnet Terrestrial Energy mit einer Bauzeit von etwa vier Jahren, im Vergleich zu acht bis zwölf Jahren bei Leichtwasserreaktoren. zum anderen könne der IMSR wahlweise zur Elektrizitätserzeugung oder zur Herstellung von Industriedampf eingesetzt werden. Auf diese Weise habe er eine für Kernkraftwerke bisher unerreichte wirtschaftliche Flexibilität.